# Malick Mbaye
Malick Mbaye, né le 6 avril 2004 à Mbour, est un footballeur international sénégalais qui joue au poste d'ailier au FC Metz.

## Biographie

### AS Génération Foot (2019 - 2023)
Malick Mbaye est formé à l'AS Génération Foot, où il commence à jouer en championnat du Sénégal dès 2019, avant du Signer au FC Metz — club de ligue 2 française partenaire de Génération Foot — début février 2023, en compagnie de ses coéquipiers en sélection Lamine Camara et Pape Amadou Diallo,,. Mbaye y récupère le numéro 26, précédemment porté par l'international sénégalais Ismaïla Sarr à Metz.

### FC Metz (depuis 2023)
Jouant d'abord avec l'équipe reserve en National 2, Mbaye intègre l'équipe première fin avril 2023 et fait ses débuts professionnels avec le FC Metz le 6 mai 2023, entrant en jeu lors de la victoire 3-1 à l'extérieur en Ligue 2 contre le Chamois niortais.

#### Prêt à l'Amiens SC (2025)
Le 03 février 2025, le joueur signe en prêt à l'Amiens SC, pensionnaire de Ligue 2, jusqu'à la fin de la saison 2024-2025.

### Carrière en sélection
Malick Mbaye a été sélectionné avec l'équipe du Sénégal dès le Championnat d'Afrique des nations 2022 qui a lieu début 2023, une compétition remportée par les Sénégalais pour la première de leur histoire, alors qu'ils n'avaient plus participé au championnat depuis 12 ans,, s'imposant en finale face à l'Algérie, les hôtes du tournoi,,,.

## Palmarès
| Sénégal - Championnat d'Afrique des nations (1) : - Vainqueur en 2022 |